# Liste des routes d'État de Californie
Le réseau des routes d'État de Californie a été constitué dans sa forme actuelle en 1934. En 1964, les routes ont été renumérotées. Les routes d'État en Californie sont entretenues par le California Department of Transportation (Caltrans).

## Liste des routes d'État
| Numéro | Longueur (mi) | Longueur (km) | Terminus sud / ouest                                           | Terminus nord / est                                             | Créée | Notes |
| ------ | ------------- | ------------- | -------------------------------------------------------------- | --------------------------------------------------------------- | ----- | --- |
| SR 1   | 655,85        | 1 055,48      | I-5 à Dana Point                                               | US 101 près de Leggett                                          | 1934  | Plus longue route du réseau en Californie                                                                                            |
| SR 2   | 87,305        | 140,49        | Centinela Avenue à Santa Monica                                | SR 138 près de Wrightwood                                       | 1934  | |
| SR 3   | 146,37        | 235,56        | SR 36 près de Peanut                                           | Ball Mountain Little Shasta Road à Montague                     | 1964  | |
| SR 4   | 197,00        | 317,00        | I-80 / San Pablo Avenue à Hercules                             | SR 89 près de Markleeville                                      | 1934  | |
| SR 7   | 6,72          | 10,81         | Frontière mexicaine près de Calexico                           | I-8 / CR S32 près de Holtville                                  | 1990  | |
| SR 9   | 38,50         | 61,96         | SR 1 à Santa Cruz                                              | SR 17 à Los Gatos                                               | 1934  | |
| SR 11  | 2,70          | 4,30          | SR 125 / SR 905 à Otay Mesa                                    | Frontière mexicaine à Otay Mesa                                 | 1994  | |
| SR 12  | 140,64        | 226,34        | SR 116 à Sebastopol                                            | SR 49 près de San Andreas                                       | 1934  | |
| SR 13  | 9,73          | 15,66         | I-580 à Oakland                                                | I-80 / I-580 à Berkeley                                         | 1964  | |
| SR 14  | 116,65        | 187,72        | I-5 près de Santa Clarita                                      | US 395 près d'Inyokern                                          | 1964  | Anciennement faisant partie de la US 6                                                                                               |
| SR 15  | 5,59          | 9,00          | I-5 à San Diego                                                | I-8 à San Diego                                                 | 1957  | Futur prolongement sud de l'I-15 |
| SR 16  | 111,17        | 178,91        | SR 20 près de Rumsey                                           | SR 49 près de Drytown                                           | 1934  | |
| SR 17  | 26,49         | 42,63         | SR 1 à Santa Cruz                                              | I-280 / I-880 à San José                                        | 1934  | |
| SR 18  | 117,21        | 188,63        | SR 210 à San Bernardino                                        | SR 138 près de Pearblossom                                      | 1934  | |
| SR 19  | 4,40          | 7,10          | Rose Street à Bellflower                                       | Gardendale Street aux limites entre Bellflower et Downey        | 1934  | |
| SR 20  | 211,88        | 340,99        | SR 1 à Fort Bragg                                              | I-80 près d'Emigrant Gap                                        | 1934  | |
| SR 22  | 14,73         | 23,70         | SR 1 à Long Beach                                              | SR 55 à Orange                                                  | 1934  | |
| SR 23  | 32,03         | 51,55         | SR 1 à Malibu                                                  | SR 126 à Fillmore                                               | 1934  | |
| SR 24  | 13,49         | 21,71         | I-580 / I-980 à Oakland                                        | I-680 à Walnut Creek                                            | 1934  | |
| SR 25  | 74,63         | 120,11        | SR 198 près de San Lucas                                       | US 101 près de Gilroy                                           | 1934  | |
| SR 26  | 62,16         | 100,04        | SR 99 près de Stockton                                         | SR 88 près de Pioneer                                           | 1934  | |
| SR 27  | 19,97         | 32,15         | SR 1 près de Malibu                                            | SR 118 à Chatsworth                                             | 1934  | |
| SR 28  | 10,94         | 17,61         | SR 89 à Tahoe City                                             | NV 28 à Kings Beach                                             | 1934  | |
| SR 29  | 105,648       | 170,02        | I-80 à Vallejo                                                 | SR 20 à Upper Lake                                              | 1934  | |
| SR 32  | 74,39         | 119,71        | I-5 à Orland                                                   | SR 36 / SR 89 près de Chester                                   | 1934  | |
| SR 33  | 289,70        | 466,23        | US 101 à Ventura                                               | I-5 près de Tracy                                               | 1934  | |
| SR 34  | 13,37         | 21,51         | Rice Avenue à Oxnard                                           | SR 118 à Somis                                                  | 1934  | |
| SR 35  | 54,06         | 87,00         | SR 17 près de Redwood Estates                                  | SR 1 à San Francisco                                            | 1964  | |
| SR 36  | 248,86        | 400,50        | US 101 près de Fortuna                                         | US 395 près de Susanville                                       | 1934  | |
| SR 37  | 21,49         | 34,59         | US 101 à Novato                                                | I-80 à Vallejo                                                  | 1934  | |
| SR 38  | 59,00         | 95,00         | I-10 à Redlands                                                | SR 18 près de Big Bear Lake                                     | 1934  | |
| SR 39  | 50,02         | 80,50         | SR 1 à Huntington Beach                                        | SR 2 dans la Forêt nationale d'Angeles                          | 1934  | La section la plus au nord entre Crystal Lake Road et la SR 2 a été fermée indéfiniment depuis 1978 en raison d'un éboulement majeur |
| SR 41  | 185,59        | 298,69        | SR 1 à Morro Bay                                               | SR 140 dans le Parc national de Yosemite                        | 1934  | |
| SR 43  | 98,00         | 158,00        | SR 119 près de Taft                                            | SR 99 à Selma                                                   | 1934  | |
| SR 44  | 107,02        | 172,23        | SR 273 / SR 299 à Redding                                      | SR 36 près de Susanville                                        | 1935  | |
| SR 45  | 70,00         | 110,00        | SR 113 à Knights Landing                                       | SR 32 à Hamilton City                                           | 1934  | |
| SR 46  | 110,70        | 178,15        | SR 1 près de Cambria                                           | SR 99 à Famoso                                                  | 1964  | |
| SR 47  | 3,08          | 4,95          | I-110 à San Pedro                                              | SR 91 à Compton                                                 | 1949  | |
| SR 49  | 295,07        | 474,86        | SR 41 à Oakhurst                                               | SR 70 à Vinton                                                  | 1934  | |
| SR 51  | 10,70         | 17,20         | US 50 / SR 99 à Sacramento                                     | I-80 / SR 244 à North Highlands                                 | 1979  | Ancien tracé de l'I-80 |
| SR 52  | 17,22         | 27,72         | I-5 à San Diego                                                | SR 67 à Santee                                                  | 1964  | |
| SR 53  | 7,45          | 11,99         | SR 29 à Lower Lake                                             | SR 20 près de Clearlake                                         | 1934  | |
| SR 54  | 14,21         | 22,87         | I-5 à National City                                            | Chase Avenue à El Cajon                                         | 1961  | |
| SR 55  | 17,81         | 28,66         | Finley Avenue à Newport Beach                                  | SR 91 à Anaheim                                                 | 1964  | |
| SR 56  | 9,21          | 14,82         | I-5 à Carmel Valley, San Diego                                 | I-15 à Rancho Penasquitos, San Diego                            | 1964  | |
| SR 57  | 25,84         | 41,59         | I-5 / SR 22 à Santa Ana                                        | I-210 / SR 210 à Glendora                                       | 1964  | |
| SR 58  | 241,00        | 388,00        | US 101 près de Santa Margarita                                 | I-15 près de Barstow                                            | 1964  | |
| SR 59  | 33,76         | 54,33         | SR 152 près d'El Nido                                          | CR J16 / CR J59 à Snelling                                      | 1934  | |
| SR 60  | 70,00         | 110,00        | I-5 / I-10 / US 101 à Los Angeles                              | I-10 à Beaumont                                                 | 1964  | |
| SR 61  | 6,97          | 11,22         | SR 185 à San Leandro                                           | I-880 à Oakland                                                 | 1964  | |
| SR 62  | 151,44        | 243,72        | I-10 à Whitewater                                              | AZ 95 à Earp                                                    | 1934  | |
| SR 63  | 38,04         | 61,22         | SR 137 à Tulare                                                | SR 180 près de Squaw Valley                                     | 1934  | |
| SR 65  | 94,22         | 151,63        | SR 99 près de Bakersfield                                      | SR 70 à Olivehurst                                              | 1934  | |
| SR 66  | 32,32         | 52,02         | SR 210 à La Verne                                              | I-215 à San Bernardino                                          | 1964  | |
| SR 67  | 24,38         | 39,24         | I-8 à El Cajon                                                 | SR 78 à Ramona                                                  | 1934  | |
| SR 68  | 22,02         | 35,44         | Asilomar State Beach à Pacific Grove                           | US 101 à Salinas                                                | 1934  | |
| SR 70  | 178,53        | 287,31        | SR 99 près de Sacramento                                       | US 395 à Hallelujah Junction                                    | 1964  | |
| SR 71  | 16,00         | 26,00         | SR 91 à Corona                                                 | I-10 / SR 57 à San Dimas                                        | 1934  | |
| SR 72  | 7,20          | 11,59         | SR 39 à La Habra                                               | I-605 à Whittier                                                | 1964  | Anciennement faisant partie de la US 101                                                                                             |
| SR 73  | 17,76         | 28,59         | I-5 à Mission Viejo                                            | I-405 à Costa Mesa                                              | 1964  | |
| SR 74  | 111,47        | 179,40        | I-5 à San Juan Capistrano                                      | Palm Desert                                                     | 1934  | |
| SR 75  | 13,31         | 21,41         | I-5 près de San Ysidro                                         | I-5 à San Diego                                                 | 1924  | |
| SR 76  | 52,63         | 84,70         | I-5 à Oceanside                                                | SR 79 près de Lake Henshaw                                      | 1964  | |
| SR 77  | 0,35          | 0,57          | I-880 à Oakland                                                | SR 185 à Oakland                                                | 1964  | |
| SR 78  | 215,39        | 346,64        | I-5 à Oceanside                                                | I-10 près de Blythe                                             | 1934  | |
| SR 79  | 106,73        | 171,77        | I-8 près de Descanso                                           | I-10 à Beaumont                                                 | 1934  | |
| SR 82  | 42,27         | 68,02         | I-880 à San José                                               | I-280 à San Francisco                                           | 1964  | Ancien tracé de la US 101 |
| SR 83  | 14,00         | 22,53         | SR 71 à Chino Hills                                            | I-10 à Upland                                                   | 1964  | |
| SR 84  | 96,00         | 154,00        | SR 1 à San Gregorio                                            | West Sacramento                                                 | 1934  | |
| SR 85  | 24,20         | 38,90         | US 101 à San José                                              | US 101 à Mountain View                                          | 1964  | |
| SR 86  | 90,67         | 145,92        | SR 111 près de Calexico                                        | I-10 à Indio                                                    | 1964  | |
| SR 87  | 9,00          | 14,00         | SR 85 à San José                                               | US 101 à San José                                               | 1964  | |
| SR 88  | 122,00        | 196,00        | SR 99 à Stockton                                               | NV 88 près de Paynesville                                       | 1934  | |
| SR 89  | 243,00        | 391,00        | US 395 près de Coleville                                       | I-5 près de Mount Shasta                                        | 1934  | |
| SR 90  | 15,50         | 24,90         | SR 1 près de Venice                                            | SR 91 à Anaheim                                                 | 1964  | |
| SR 91  | 59,05         | 95,03         | I-110 / Vermont Avenue à Gardena                               | I-215 / SR 60 à Riverside                                       | 1964  | |
| SR 92  | 27,77         | 44,69         | SR 1 à Half Moon Bay                                           | SR 185 / SR 238 à Hayward                                       | 1964  | |
| SR 94  | 63,32         | 101,91        | I-5 à San Diego                                                | I-8 près de Boulevard                                           | 1934  | |
| SR 96  | 146,52        | 235,80        | SR 299 à Willow Creek                                          | I-5 près d'Yreka                                                | 1934  | |
| SR 98  | 56,86         | 91,50         | I-8 près d'Ocotillo                                            | I-8 près de Holtville                                           | 1934  | |
| SR 99  | 424,85        | 683,73        | I-5 près de Wheeler Ridge                                      | SR 36 près de Red Bluff                                         | 1964  | Faisait anciennement partie de la US 99                                                                                              |
| SR 103 | 1,60          | 2,60          | SR 47 près de Terminal Island                                  | SR 1 près de Long Beach                                         | 1984  | |
| SR 104 | 36,04         | 58,00         | SR 99 près de Galt                                             | SR 49 à Sutter Creek                                            | 1934  | |
| SR 107 | 4,80          | 7,73          | SR 1 à Torrance                                                | Lawndale                                                        | 1938  | |
| SR 108 | 120,00        | 190,00        | SR 99 / SR 132 à Modesto                                       | US 395 près de Bridgeport                                       | 1934  | |
| SR 109 | 1,87          | 3,01          | US 101 à East Palo Alto                                        | SR 84 à Menlo Park                                              | 1984  | Route non-indiquée |
| SR 110 | 11,90         | 19,20         | I-10 / I-110 à Los Angeles                                     | Glenarm Street à Pasadena                                       | 1981  | |
| SR 111 | 130,18        | 209,50        | East First Street le long de la frontière mexicaine à Calexico | I-10 près de Whitewater                                         | 1934  | |
| SR 112 | 1,90          | 3,10          | Doolittle Drive à San Leandro                                  | SR 185 à San Leandro                                            | 1964  | |
| SR 113 | 59,00         | 95,00         | SR 12 près de Rio Vista                                        | SR 99 près de Yuba City                                         | 1934  | |
| SR 114 | 0,93          | 1,49          | US 101 à East Palo Alto                                        | SR 84 à Menlo Park                                              | 1964  | Route non-indiquée |
| SR 115 | 35,24         | 56,71         | I-8 près de Holtville                                          | SR 111 à Calipatria                                             | 1934  | |
| SR 116 | 46,50         | 74,80         | SR 1 près de Jenner                                            | SR 121 près de Sonoma                                           | 1964  | |
| SR 118 | 47,61         | 76,61         | SR 126 à Ventura                                               | I-210 près de San Fernando                                      | 1934  | |
| SR 119 | 29,78         | 47,93         | SR 33 à Taft                                                   | SR 99 près de Bakersfield                                       | 1964  | |
| SR 120 | 153,00        | 246,00        | I-5 près de Manteca                                            | US 6 à Benton                                                   | 1934  | |
| SR 121 | 33,57         | 54,03         | SR 37 à Sears Point                                            | SR 128 près du Lac Berryessa                                    | 1934  | |
| SR 123 | 7,38          | 11,87         | I-580 à Oakland                                                | I-80 à Richmond                                                 | 1934  | |
| SR 124 | 10,33         | 16,62         | SR 88 près d'Ione                                              | SR 16 près de Drytown                                           | 1934  | |
| SR 125 | 23,84         | 38,37         | Otay Mesa Road à Otay Mesa                                     | SR 52 à Santee                                                  | 1964  | |
| SR 126 | 47,17         | 75,91         | US 101 à Ventura                                               | I-5 à Santa Clarita                                             | 1934  | |
| SR 127 | 91,03         | 146,50        | I-15 à Baker                                                   | NV 373 près de Death Valley Junction                            | 1933  | |
| SR 128 | 120,52        | 193,96        | SR 1 près d'Albion                                             | I-505 à Winters                                                 | 1934  | |
| SR 129 | 14,10         | 22,68         | SR 1 près de Watsonville                                       | US 101 près de San Juan Bautista                                | 1964  | |
| SR 130 | 22,50         | 36,22         | San José                                                       | Limite du comté de Stanislaus                                   | 1964  | |
| SR 131 | 4,32          | 6,95          | US 101 à Strawberry                                            | Main Street à Tiburon                                           | 1934  | |
| SR 132 | 76,00         | 122,00        | I-580 près de Tracy                                            | SR 49 à Coulterville                                            | 1934  | |
| SR 133 | 13,64         | 21,94         | SR 1 à Laguna Beach                                            | SR 241 près d'Irvine                                            | 1964  | |
| SR 134 | 16,00         | 25,70         | US 101 / SR 170 à Toluca Lake                                  | I-210 / SR 710 à Pasadena                                       | 1964  | |
| SR 134 | 21,00         | 34,00         | US 101 à Los Alamos                                            | US 101 / SR 166 à Santa Maria                                   | 1934  | |
| SR 136 | 18,00         | 29,00         | US 395 à Lone Pine                                             | SR 190 près de Keeler                                           | 1934  | |
| SR 128 | 29,00         | 47,00         | SR 43 près de Corcoran                                         | SR 65 près de Lindsay                                           | 1934  | |
| SR 138 | 105,38        | 169,59        | I-5 près de Gorman                                             | SR 18 près de Crestline                                         | 1934  | |
| SR 139 | 143,26        | 230,55        | SR 36 à Susanville                                             | SR 161 / OR 39 à la frontière avec l'Oregon à Hatfield          | 1946  | |
| SR 140 | 101,65        | 163,58        | I-5 près de Gustine                                            | Parc national de Yosemite                                       | 1934  | |
| SR 142 | 11,47         | 18,45         | SR 90 à Brea                                                   | SR 71 à Chino Hills                                             | 1964  | |
| SR 144 | 1,95          | 3,14          | Alameda Padre Serra à Santa Barbara                            | SR 192 à Santa Barbara                                          | 1934  | |
| SR 145 | 67,00         | 108,00        | I-5 / SR 33 près de Coalinga                                   | SR 41 près de Friant                                            | 1934  | |
| SR 146 | 12,63         | 20,33         | US 101 près de Soledad                                         | SR 25 près de Paicines                                          | 1934  | |
| SR 147 | 11,68         | 18,80         | SR 89 à Canyondam                                              | SR 36 près de Westwood                                          | 1934  | |
| SR 149 | 4,62          | 7,44          | SR 70 près d'Oroville                                          | SR 99 près de Chico                                             | 1964  | |
| SR 150 | 36,43         | 58,62         | US 101 à Carpinteria                                           | SR 126 à Santa Paula                                            | 1964  | |
| SR 151 | 6,93          | 11,15         | Barrage de Shasta                                              | I-5 à Shasta Lake                                               | 1934  | |
| SR 152 | 104,42        | 168,05        | SR 1 à Watsonville                                             | SR 99 près de Chowchilla                                        | 1934  | |
| SR 153 | 0,55          | 0,89          | James W. Marshall Monument                                     | SR 49 à Coloma                                                  | 1934  | |
| SR 154 | 32,30         | 52,00         | US 101 près de Los Olivos                                      | US 101 à Santa Barbara                                          | 1964  | |
| SR 155 | 74,79         | 120,36        | SR 99 à Delano                                                 | SR 178 près de Lake Isabella                                    | 1964  | |
| SR 156 | 26,00         | 42,00         | SR 1 près de Castroville                                       | SR 152 près de Hollister                                        | 1964  | |
| SR 158 | 15,83         | 25,47         | US 395 à June Lake Junction                                    | US 395 près de Lee Vining                                       | 1964  | |
| SR 160 | 49,65         | 79,91         | SR 4 à Antioch                                                 | Business I-80 à Sacramento                                      | 1964  | |
| SR 161 | 19,36         | 31,16         | US 97 près de Dorris                                           | SR 39 / OR 39 à la frontière avec l'Oregon à Hatfield           | 1964  | |
| SR 162 | 93,25         | 150,07        | US 101 à Longvale                                              | Foreman Creek Road à Brush Creek                                | 1964  | |
| SR 163 | 11,09         | 17,84         | A Street & Ash Street à San Diego                              | I-15 à Miramar                                                  | 1972  | Ancienne US 395 |
| SR 164 | 9,56          | 15,39         | Gallatin Road à Pico Rivera                                    | Foothill Road à Pasadena                                        | 1964  | |
| SR 165 | 38,27         | 61,59         | I-5 près de Los Banos                                          | SR 99 à Turlock                                                 | 1970  | |
| SR 166 | 95,89         | 154,31        | SR 1 à Guadalupe                                               | SR 99 à Mettler                                                 | 1964  | |
| SR 167 | 21,33         | 34,33         | US 395 à Mono City                                             | NV 359 à la frontière avec le Nevada près de Mono City          | 1964  | |
| SR 168 | 124,00        | 200,00        | SR 41 / SR 180 à Fresno                                        | SR 266 à Oasis                                                  | 1934  | |
| SR 169 | 23,87         | 38,41         | US 101 à Klamath                                               | SR 96 à Weitchpec                                               | 1919  | |
| SR 170 | 9,80          | 15,80         | US 101 à Hollywood                                             | I-5 à Sun Valley                                                | 1964  | |
| SR 172 | 8,92          | 14,35         | SR 36 à Mineral                                                | SR 36 / SR 89 près de Mineral                                   | 1964  | |
| SR 173 | 24,94         | 40,14         | SR 138 à Hesperia                                              | SR 18 près de Lake Arrowhead                                    | 1964  | |
| SR 174 | 13,10         | 21,08         | I-80 à Colfax                                                  | SR 20 / SR 49 à Grass Valley                                    | 1964  | |
| SR 175 | 37,89         | 60,98         | US 101 à Hopland                                               | SR 29 à Middletown                                              | 1964  | |
| SR 177 | 27,02         | 43,49         | I-10 près de Desert Center                                     | SR 62 près de Rice                                              | 1972  | |
| SR 178 | 167,00        | 269,00        | SR 58 / SR 99 à Bakersfield                                    | NV 372 à la frontière avec le Nevada près de Pahrump, NV        | 1934  | |
| SR 180 | 112,31        | 180,75        | SR 33 à Mendota                                                | General Grant Grove                                             | 1934  | |
| SR 182 | 12,65         | 20,35         | US 395 à Bridgeport                                            | NV 338 à la frontière avec le Nevada près de Bridgeport         | 1964  | |
| SR 183 | 10,97         | 17,65         | US 101 à Salinas                                               | SR 1 à Castroville                                              | 1933  | |
| SR 184 | 14,14         | 22,76         | SR 223 près d'Arvin                                            | SR 178 à Bakersfield                                            | 1964  | |
| SR 185 | 10,83         | 17,42         | SR 92 / SR 238 à Hayward                                       | I-880 à Oakland                                                 | 1964  | |
| SR 186 | 2,07          | 3,33          | Frontière mexicaine près de Los Algodones                      | I-8 près de Winterhaven                                         | 1972  | |
| SR 187 | 5,41          | 8,70          | SR 1 à Venice                                                  | I-10 près de Culver City                                        | 1964  | |
| SR 188 | 1,85          | 2,98          | Frontière mexicaine à Tecate                                   | SR 94 près de Potrero                                           | 1972  | |
| SR 189 | 5,57          | 8,96          | SR 18 près de Crestline                                        | SR 173 à Lake Arrowhead                                         | 1964  | |
| SR 190 | 187,59        | 301,90        | SR 99 à Tipton                                                 | SR 127 à Death Valley Junction                                  | 1964  | |
| SR 191 | 11,39         | 18,33         | SR 70 près d'Oroville                                          | Pearson Road à Paradise                                         | 1964  | |
| SR 192 | 21,04         | 33,87         | SR 154 près de Santa Barbara                                   | SR 150 près de Carpinteria                                      | 1964  | |
| SR 193 | 37,00         | 60,00         | Lincoln                                                        | SR 49 à Placerville                                             | 1964  | |
| SR 197 | 6,73          | 10,82         | US 199 près de Hiouchi                                         | US 101 près de Fort Dick                                        | 1964  | |
| SR 198 | 141,27        | 227,36        | US 101 près de San Lucas                                       | Parc national de Sequoia                                        | 1964  | |
| SR 200 | 2,68          | 4,32          | US 101 près de McKinleyville                                   | SR 299 près de Blue Lake                                        | 1964  | |
| SR 201 | 25,30         | 40,70         | SR 99 à Kingsburg                                              | SR 245 près de Woodlake                                         | 1933  | |
| SR 202 | 10,53         | 16,95         | Institution correctionnelle de Californie                      | SR 58 près de Tehachapi                                         | 1964  | |
| SR 203 | 8,67          | 13,95         | Minaret Summit                                                 | US 395 près de Mammoth Lakes                                    | 1964  | |
| SR 204 | 6,76          | 10,88         | SR 58 à Bakersfield                                            | SR 99 près d'Oildale                                            | 1964  | |
| SR 207 | 1,36          | 2,19          | SR 4 près de Bear Valley                                       | Bear Valley                                                     | 1979  | |
| SR 210 | 40,41         | 65,03         | I-210 / SR 57 à Glendora                                       | I-10 à Redlands                                                 | 2007  | Proposée d'être ajoutée à l'I-210 |
| SR 211 | 5,40          | 8,68          | Ocean Avenue à Ferndale                                        | US 101 à Fernbridge                                             | 1984  | |
| SR 213 | 7,98          | 12,85         | 25th Street à San Pedro                                        | Carson Street à Torrance                                        | 1964  | |
| SR 216 | 18,28         | 29,41         | SR 198 à Visalia                                               | SR 198 près de Woodlake                                         | 1964  | |
| SR 217 | 2,53          | 4,06          | UC Santa Barbara                                               | US 101 à Goleta                                                 | 1964  | |
| SR 218 | 2,85          | 4,59          | SR 1 à Seaside                                                 | SR 68 à Del Rey Oaks                                            | 1964  | |
| SR 219 | 4,70          | 7,60          | SR 99 à Salida                                                 | SR 108 près de Modesto                                          | 1964  | |
| SR 220 | 6,00          | 9,70          | SR 84 près de Rio Vista                                        | SR 160 près de Walnut Grove                                     | 1964  | |
| SR 221 | 2,68          | 4,32          | SR 12 / SR 29 près de Vallejo                                  | SR 121 à Napa                                                   | 1964  | |
| SR 222 | 1,63          | 2,62          | US 101 à Ukiah                                                 | East Side Road à Talmage                                        | 1964  | Non-indiquée |
| SR 223 | 31,92         | 51,37         | I-5 près de Taft                                               | SR 58 près d'Arvin                                              | 1964  | |
| SR 227 | 15,61         | 25,13         | US 101 à Arroyo Grande                                         | US 101 à San Luis Obispo                                        | 1964  | |
| SR 229 | 9,16          | 14,74         | SR 58 près d'Atascadero                                        | SR 41 près de Creston                                           | 1964  | |
| SR 232 | 4,11          | 6,61          | US 101 à Oxnard                                                | SR 118 près de Saticoy                                          | 1964  | |
| SR 233 | 3,88          | 6,25          | SR 152 près de Chowchilla                                      | SR 99 près de Chowchilla                                        | 1964  | |
| SR 236 | 17,72         | 28,52         | SR 9 à Boulder Creek                                           | SR 9 près de Boulder Creek                                      | 1964  | |
| SR 237 | 11,00         | 18,00         | SR 82 à Mountain View                                          | I-680 à Milpitas                                                | 1964  | |
| SR 238 | 14,39         | 23,16         | I-680 à Fremont                                                | I-238 / I-580 à Castro Valley                                   | 1964  | L'ancien segment nord de la route est maintenant l'I-238; le segment entre l'I-580 et la SR 61 n'est pas construit                   |
| SR 241 | 24,53         | 39,48         | Oso Parkway près de Rancho Santa Margarita                     | SR 91 aux limites entre Anaheim et Yorba Linda                  | 1988  | |
| SR 242 | 3,40          | 5,47          | I-680                                                          | SR 4 près de Concord                                            | 1964  | |
| SR 243 | 29,63         | 47,68         | SR 74 près de Mountain Center                                  | I-10 à Banning                                                  | 1970  | |
| SR 244 | 1,08          | 1,74          | I-80                                                           | Auburn Boulevard à Carmichael                                   | 1964  | Non-indiquée |
| SR 245 | 42,00         | 68,00         | SR 198 près d'Exeter                                           | SR 180 près de Dunlap                                           | 1972  | |
| SR 246 | 26,00         | 42,00         | Lompoc                                                         | SR 154 à Santa Ynez                                             | 1964  | |
| SR 247 | 78,08         | 125,66        | SR 62 à Yucca Valley                                           | I-15 à Barstow                                                  | 1964  | |
| SR 253 | 17,18         | 27,65         | SR 128 à Boonville                                             | US 101 à Ukiah                                                  | 1964  | |
| SR 254 | 31,60         | 50,85         | US 101 près de Phillipsville                                   | US 101 près de Stafford                                         | 1964  | Ancien tracé de la US 101 |
| SR 255 | 8,79          | 14,15         | US 101 à Eureka                                                | US 101 à Arcata                                                 | 1964  | |
| SR 259 | 1,48          | 2,38          | I-215 à San Bernardino                                         | SR 210 à San Bernardino                                         | 1965  | Route non-indiquée |
| SR 260 | 1,92          | 3,10          | Webster Street / Atlantic Avenue à Alameda                     | I-880 à Oakland                                                 | 1965  | |
| SR 261 | 6,12          | 9,85          | Walnut Avenue à Irvine                                         | SR 241 près d'Orange                                            | 1991  | |
| SR 262 | 1,07          | 1,72          | I-880 à Fremont                                                | I-680 à Fremont                                                 | 1965  | |
| SR 263 | 8,13          | 13,08         | SR 3 à Yreka                                                   | SR 96 près d'Yreka                                              | 1965  | Faisant anciennement partie de la US 99                                                                                              |
| SR 265 | 0,53          | 0,85          | US 97 à Weed                                                   | I-5 à Weed                                                      | 1965  | |
| SR 266 | 11,72         | 18,86         | NV 266 à la frontière avec le Nevada près d'Oasis              | NV 264 à la frontière avec le Nevada près d'Oasis               | 1965  | |
| SR 267 | 12,69         | 20,42         | I-80 / SR 89 à Truckee                                         | SR 28 à Kings Beach                                             | 1965  | |
| SR 269 | 30,00         | 48,00         | SR 33 à Avenal                                                 | SR 145 près de Kerman                                           | 1972  | |
| SR 270 | 9,81          | 15,78         | US 395 près de Bridgeport                                      | Bodie                                                           | 1970  | |
| SR 271 | 14,84         | 23,88         | US 101 à Cummings                                              | US 101 à Cooks Valley                                           | 1970  | Ancien tracé de la US 101 |
| SR 273 | 16,23         | 26,12         | I-5 à Anderson                                                 | I-5 à Redding                                                   | 1967  | Faisant anciennement partie de la US 99                                                                                              |
| SR 275 | 0,14          | 0,23          | West Sacramento                                                | Sacramento                                                      | 2010  | Route non-indiquée |
| SR 281 | 3,00          | 4,80          | Soda Bay Road à Clear Lake                                     | SR 29 près de Glenview                                          | 1970  | |
| SR 282 | 0,69          | 1,11          | Naval Air Station North Island                                 | SR 75 à Coronado                                                | 1967  | |
| SR 283 | 0,36          | 0,57          | US 101 près de Scotia                                          | US 101 à Rio Dell                                               | 1970  | Ancien tracé de la US 101 |
| SR 284 | 8,30          | 13,36         | SR 70 à Chilcoot                                               | Frenchman Lake                                                  | 1970  | |
| SR 299 | 305,78        | 492,10        | US 101 à Arcata                                                | Ancienne NV 8A à la frontière avec le Nevada près de Cedarville | 1964  | |
| SR 330 | 15,42         | 24,82         | SR 210 à San Bernardino                                        | SR 18 à Running Springs                                         | 1972  | |
| SR 371 | 20,75         | 33,40         | SR 79 à Aguanga                                                | SR 74 près d'Anza                                               | 1974  | |
| SR 710 | 1,30          | 2,10          | California Boulevard à Pasadena                                | I-210 / SR 134 à Pasadena                                       | 1984  | Route non-indiquée |
| SR 905 | 8,96          | 14,43         | I-5 à San Diego                                                | Frontière mexicaine près d'Otay Mesa                            | 1986  | Future I-905 |
|        |               |               |                                                                |                                                                 |       | |

## Galerie

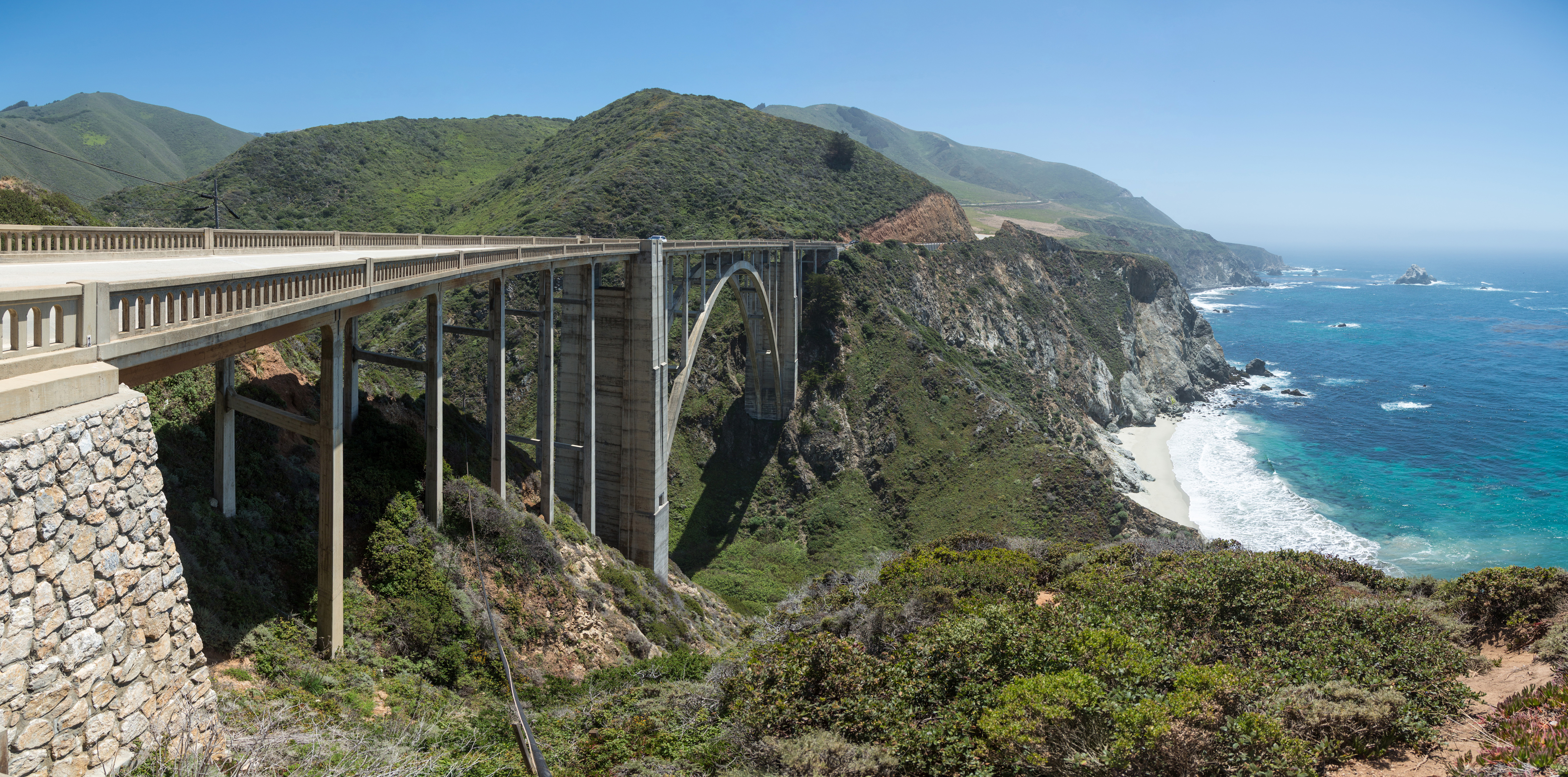
Le Bixby Creek Bridge à Big Sur sur la SR 1
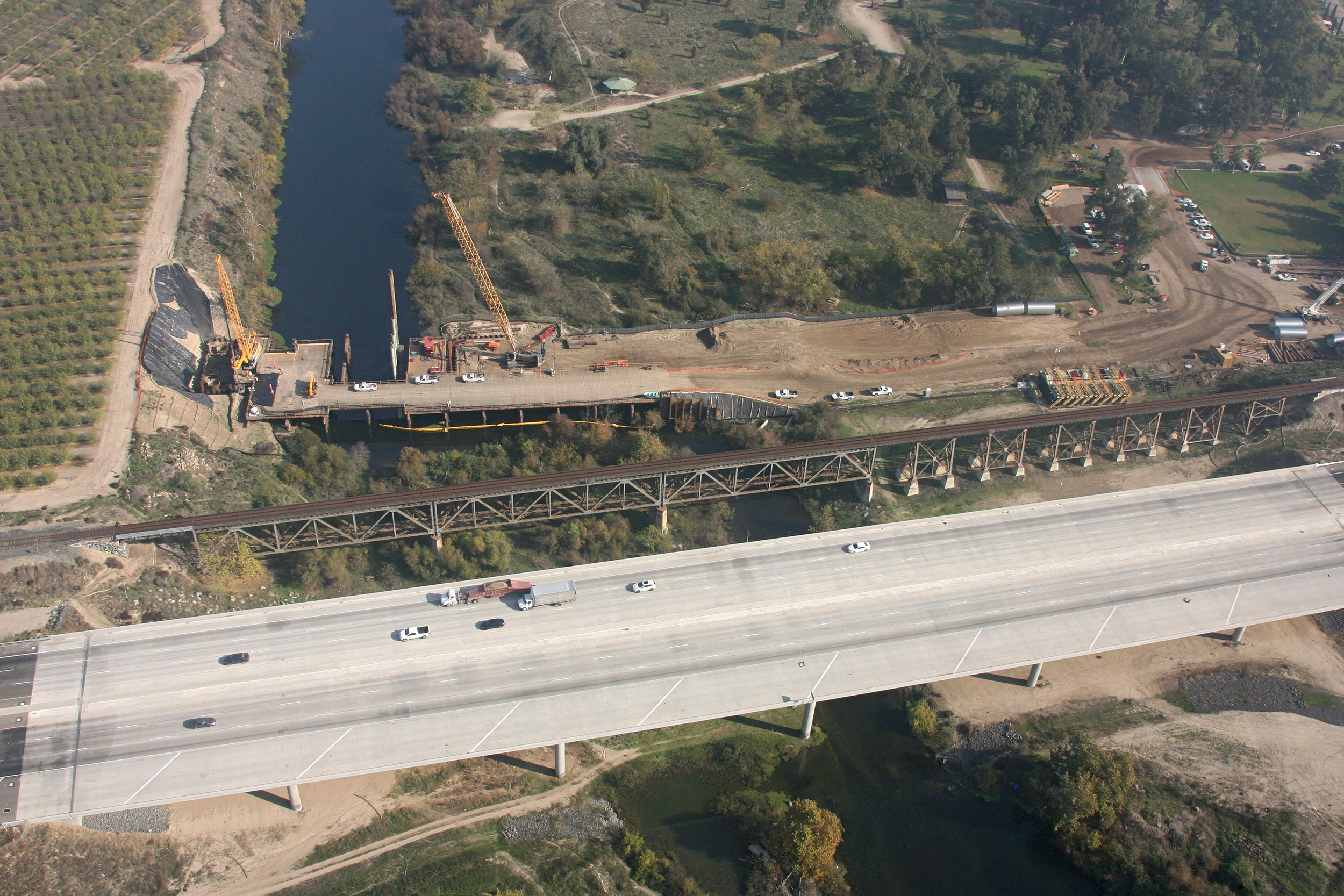
SR 99 traversant le fleuve San Joaquin aux limites entre les comtés de Fresno et de Madera
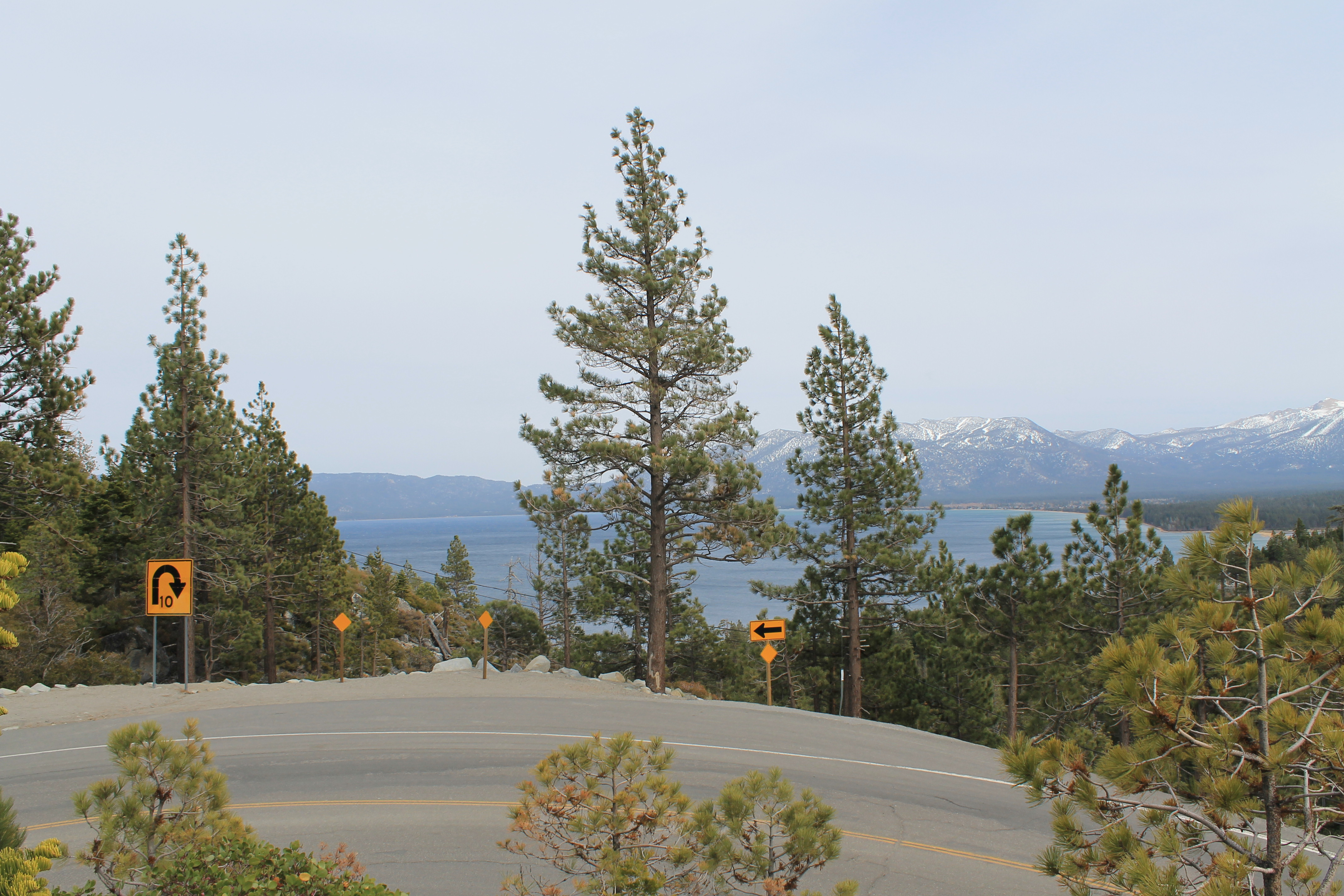
SR 89 dans le Parc d'état d'Emerald Bay surplombant le Lac Tahoe
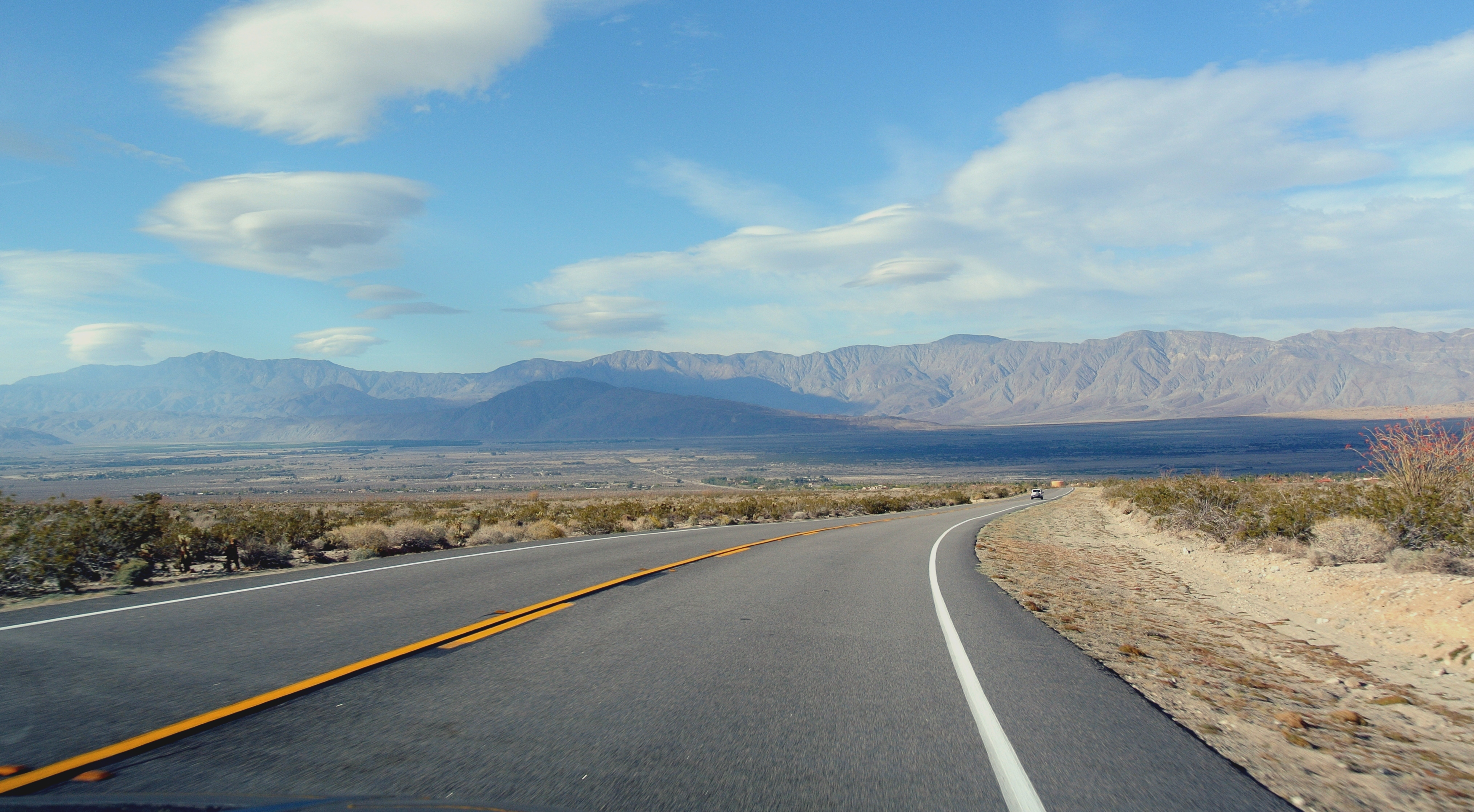
SR 78 est dans le Parc d'état du désert d'Anza-Borrego Desert